# MINI (BMW)
MINI — автомобильная марка, впервые зарегистрированная в Великобритании в 1935 году. С 1994 года принадлежит концерну BMW. С 2000 года после модернизации производственных площадей включает в себя несколько модификаций современных автомобилей, дизайн которых стилистически основан на модельном ряде «культового автомобиля» второй половины XX века — Mini. Главный конструктор компании Фрэнк Стивенсон называет свои работы не проектированием в стиле ретро, а «эволюцией оригинала».
Оригинальный Mini был маркой малолитражных автомобилей, разработанной компанией British Motor Corporation в 1958 году в Великобритании, и просуществовавшей до 2000 года. Компания произвела такие модели автомобилей как Mini-Minor Morris, Austin Mini, Countryman, Moke, 1275GT и Clubman. В настоящее время Mini включает в себя автомобили Hatch (трёхдверный хетчбэк), Clubman (универсал), Countryman (пятидверный кроссовер), Coupe (купе), Roadster (родстер), Convertible (кабриолет) и Paceman (трехдверный кроссовер на основе Countryman).
Первоначально Mini был продуктом компании British Motor Corporation, которая в 1966 году стала частью British Motor Holdings, который в свою очередь объединился с Leyland Motors в 1968 году и образовал компанию British Leyland Motor Corporation. В 1975 году компания была переименована в Rover Group. В 1994 году Rover Group была приобретена BMW. В 2000 году Rover Group прекратил своё существование, и концерн BMW сохранил за собой бренд MINI (пишется заглавными буквами для отличия от классической Mini).
MINI Hatch, Clubman, Coupe и Roadster производятся на заводе BMW в английском городе Оксфорд. Convertible и Countryman производятся на заводе VDL Nedcar, расположенном в городе Борн (Нидерланды), также на этом заводе производятся и модели Hatch. До 2016 года Countryman и Paceman производились на заводе Magna Steyr в Австрии. В 2012 году в мире было продано 301 526 автомобилей компании MINI. Многие модели Mini активно участвовали в гонках ралли, а Mini Cooper S трижды выигрывал Ралли Монте-Карло: в 1964, 1965 и 1967 годах. MINI участвовал в чемпионате мира по ралли в 2011 году, представляя команду Продрайв WRC.
В апреле 2013 года Питер Шварценбауэр стал новым управляющим директором компании MINI, сменив на этом посту Йохана Гёллера.

## История

### С 1959 по 1990
Оригинальный двухдверный Mini был небольшим автомобилем, выпускавшимся компанией British Motor Corporation (BMC) и её преемниками с 1959 по 2000 год. Он считается иконой 1960-х годов. Компактность автомобиля (80 % площади пола использовалось для размещения пассажиров и багажа) повлияло на всю отрасль автопроизводства. Mini в некотором роде считается британской адаптацией немецкого Volkswagen Käfer, который пользовался высокой популярностью в Северной Америке. В 1999 году Mini занял второе место в списке самых влиятельных автомобилей XX века, впереди был только Ford Model T.
Этот отличительный двухдверный автомобиль был разработан для BMC сэром Алеком Иссигонисом. Изготавливался на заводах в Лонгбридж и Коули в Англии, заводах BMC в австралийском Сиднее, а также на заводах различных компаний в Испании, Бельгии, Чили, Италии, Португалии, Уругвая, Венесуэлы и Югославии. Оригинальный Mini претерпел три основных обновления: Mark II, Clubman и Mark III. Машины широко варьировались, среди них были и универсалы, и пикапы, и фургоны и даже внедорожная версия Mini — Mini Moke. Mini Cooper и Cooper S были более спортивными версиями, использовавшимися в качестве раллийных автомобилей, выиграв Ралли Монте-Карло четыре раза с 1964 по 1967 год, но 1966 году Mini был дисквалифицирован после финиша. Первоначально Mini продавались под названиями Austin Seven и Morris Mini Minor, но в 1969 году руководители холдинга понимая, что разнообразием названий они конкурируют внутри класса сами с собой, упразднили данные названия.

### С 1990 по 2000
В начале 1990-х годов BMW стремился расширить свой модельный ряд благодаря добавлению в него компактных автомобилей и внедорожников. В результате чего возникла серия концептов автомобилей данного типа. Первыми были E1 и Z13, приводимые в действие электродвигателем и мотоциклетным двигателем BMW объёмом в 1100 кубов.
В 1994 году BMW приобрёл компанию Rover Group, которой принадлежал и Mini. BMW настаивал на том, что даже компактная модель должна характеризоваться отличительными характеристиками автомобилей компании (например — задним приводом) для поддержки стандартов и имиджа BMW, однако бренд MINI не разделял эти стандарты, в результате чего BMW пришлось рассматривать другие варианты производства конкурентоспособного и премиального компактного автомобиля — BMW 1 Series. Это позволило BMW осуществить и их задумку относительно производства компактного автомобиля по стандартам компании.
Примерно в это же время Rover Group работал над преемником оригинального Mini. Первой концепцией такого автомобиля был ACV30, представленный на Ралли Монте-Карло в 1997 году. Название было аббревиатурой от Anniversary Concept Vehicle, в то время как цифра 30 представляла собой 30 лет с момента победы автомобиля Mini на Ралли Монте-Карло в 1964 году. Само транспортное средство было двухдверным купе, приводимым в действие двигателем MG F, который был установлен в задней части автомобиля
В 1998 году BMW намеревался создать производство Mini. Первым рассмотренным аспектом стал дизайн, выбранный из 15 полноценных проектов от различных студий. Пять из этих проектов взяты из немецкого подразделения BMW, ещё пять — из американского подразделения BMW, четыре — из компании Rover Group и один из внешней студии в Италии. Выбранный дизайн был спроектирован американским дизайнером Фрэнком Стивенсоном. Стивенсон разработал новый Mini One R50 и Mini Cooper

### С 2000 по настоящее время
В 2000 году из-за регулярных убытков BMW продал подразделение Land Rover американской компании Ford, а производственные площади Mini перевёл в отдельное, вновь образованное дочернее общество. Выпуском четырёх специальных модификаций заканчивается производство старой модели Mini.
Последний автомобиль окончательной модификации оригинального Mini — Mark VII, будучи 5 387 862-м выпущенным экземпляром, был построен на заводе Лонгбридж в октябре 2000 года. Автомобиль был отключен от производственной линии поп-певицей Лулу и впоследствии был размещен в Британском моторном музее в Гейдоне вместе с первым произведённым автомобилем Mini. Новое поколение MINI Hatch поступило в продажу в июле 2001 года и стало пользоваться весомым спросом на автомобильном рынке.
В феврале 2005 года BMW объявила о вложении 100 млн фунтов в завод MINI в Оксфорде, создав 200 новых рабочих мест и увеличив выпуск продукции на 20%.
На североамериканском международном автосалоне в январе 2011 года BMW объявила о расширении производимых автомобилей марки MINI, заявив о разработке двух новых двухдверных спортивных кроссоверов на базе концептуального автомобиля Mini Paceman. В июне 2011 года BMW объявила о вложении в MINI ещё 500 млн фунтов в течение последующих трех лет в рамках расширения производимых компанией моделей до семи штук.
В июле 2017 года BMW объявила о том, что на заводе Коули в Оксфорде будет создана электрическая модель MINI, производство которой начнётся в 2019 году.

## Разработка и производство
До покупки бренда концерном BMW традиционный Mini производился в Англии, конкретно — в Коули, районе Оксфорда и в Лонгбридже, районе Бирмингема. Со временем производство было рационализировано только в Лонгбридже, именно там были сделаны последние автомобили Mini, вследствие чего именно завод в Лонгбридже стал считаться «естественным домом» для MINI уже после того, как она перешла под управление BMW. Однако руководители BMW завод в Коули бросать не стали, разрушив большую часть прежней фабрики для создания нового завода MINI на этом же месте.
С 2006 года завод Hams Hall выпускает бензиновые двигатели для автомобилей MINI, завод в Коули отвечает за сборку и покраску, а завод в Суиндоне производит сам кузов.. MINI утверждает, что 60 % компонентов автомобилей компании поступают от поставщиков в самой Великобритании, по сравнению с 40 % для моделей, выпускаемых в начале 2000-х годов. Countryman - первый современный MINI, собранный за пределами Великобритании, контракт на производство данной модели выиграл австрийский завод Magna Steyr.
На заводе в Коули работает 4000 сотрудников, производящих до 800 автомобилей каждый день (примерно 240 000 в год). В составе данного завода есть 429 роботов, соединяющих 425 панелей кузова; получившийся кузов впоследствии перемещается в соседний лакокрасочный цех, где красящие роботы применяют 14 вариантов окраски автомобиля.
Все четырёхцилиндровые бензиновые двигатели для MINI и BMW производятся на заводе Hams Hall, который находится неподалёку от английского города Бирмингем, на этом заводе работает около 800 человек. Дизельные двигатели производятся на заводе BMW в Австрии, ранее данный тип двигателя изготавливался во Франции и Англии.

## Продажи
Около 5,3 млн экземпляров оригинальных двухдверных Mini было продано за всё время производства данного автомобиля, что делает его самым популярным британским автомобилем всех времен. Тысячи из них все ещё в рабочем состоянии, многие первые версии пользуются спросом у коллекционеров.
В 2006 году MINI продал 188 077 автомобилей по всему миру, в 2008 году — 232 425. В 2009 году было продано 216 538 автомобилей, 69,3 % процента из которых были моделью MINI Hatch, 13,1 % — Cabrio и 17,6% — модель Clubman. Более 53 % автомобилей были в версии Cooper, 26,2 % — в версии Cooper S
В 2009 году MINI занял седьмое место по продажам автомобилей в Великобритании, компания MINI впервые попала в десятку самых продаваемых автомобилей в стране с момента её покупки концерном BMW.
В 2011 году продажи MINI по всему миру выросли на 22 %; по всему миру было выпущено 285 тысяч автомобилей. В США, крупнейшем рынке для марки, были проданы 57 тысяч автомобилей, что на 26 % больше, чем в 2010 году. На следующих двух крупнейших рынках, в Великобритании и Германии, продажи выросли 13 % и 28 % соответственно.
В 2012 году в мире было продано 301 526 автомобилей MINI. Больше всего автомобилей было продано в США — 66 123 единицы, за которым следовала Великобритания, там было продано — 50 367 автомобилей.

## Маркетинг
В 1969 году на экраны вышел фильм «Ограбление по-итальянски» (англ. The Italian Job). Героями этой картины были не только Майкл Кейн и Ноэл Кауард, но и автомобили Mini Cooper, с помощью которых удалось создать самую большую дорожную пробку в истории кинематографа. В 2003 году на экраны выходит ремейк фильма 1969 года «Ограбление по-итальянски» с Марком Уолбергом, Джейсоном Стейтемом, Шарлиз Терон и Эдвардом Нортоном в главных ролях. Новый MINI играет в фильме немаловажную роль.
Butler, Shine, Stern & Partners, рекламное агентство MINI, в рамках рекламной кампании выпустило серию видеороликов в 2007 году под названием Hammer & Coop, ролики были сняты под управлением режиссёра Тодда Филлипса..
Другое рекламное агентство MINI, Crispin Porter + Bogusky, выпустило в рамках рекламной кампании фильм под названием Counterfeit Mini Coopers.
В 2008 году, для рекламы входа MINI Clubman на китайский рынок, в одном из китайских городов действовала моторикша, использующая вместо привычной небольшой кабинки для пассажиров заднюю часть от модели Clubman.

## Автоспорт
Mini Cooper S выиграл Ралли Монте-Карло в 1964, 1965 и 1967 годах. Первоначально автомобили Mini заняли все три призовых места и в ралли 1966 года, но были спорным образом дисквалифицированы за использование неразрешённых схем использования фар на автомобилях.
Автомобиль R56 Challenge был использован в MINI Challenge в 2008 году.
В 2009 году RSR Motorsports включила три автомобиля MINI на соревнование Michelin Pilot Challenge.
27 июля 2010 компания MINI анонсировала планы участия в чемпионате мира по ралли. Выбранной моделью для последующей модификации под участие в гонках стал MINI Countryman. Благодаря непосредственному участию ателье Продрайв в модификации автомобиля был создан MINI Countryman WRC. Именно эта машина участвовала в чемпионате мира по ралли в 2011 году.